# Gora Lunina
Der Gora Lunina (Transkription von russisch Гора Лунина) ist ein Nunatak im ostantarktischen Königin-Maud-Land. Er ragt im südöstlichen Abschnitt der Gjelsvikfjella des Fimbulheimen auf.
Russische Wissenschaftler benannten ihn. Der weitere Benennungshintergrund ist nicht überliefert.